# The Battle of Evermore
The Battle of Evermore är en sång inspelad av den brittiska rockgruppen Led Zeppelin 1971 på albumet Led Zeppelin IV. Robert Plant sjunger duett med Sandy Denny. Det är enda gången någon annan än Led Zeppelins medlemmar sjunger på gruppens låtar.